# NSDC-Sanktionen gegen ukrainische Staatsbürger

Logo des Nationalen Sicherheits- und Verteidigungsrates

NSDC-Sanktionen gegen ukrainische Staatsbürger sind Maßnahmen des Nationalen Sicherheits- und Verteidigungsrats der Ukraine (NSDC) gegen ukrainische Bürger gemäß dem Gesetz „Über Sanktionen“, das am 14. August 2014 vom ukrainischen Parlament als Reaktion auf die russische Annexion der Krim verabschiedet wurde.

## Gesetzliche Grundlage
Das Gesetz der Ukraine „Über Sanktionen“ vom 14. August 2014 sieht die Verhängung von Sanktionen insbesondere gegen russische Rundfunkveranstalter vor, ist jedoch zur Rechtsgrundlage für alle nationalen Sanktionen in der Ukraine geworden. Es beinhaltet als Gründe für Sanktionen unter anderem die informationelle Unterstützung von Handlungen oder Entscheidungen, die sich gegen die nationale Sicherheit, die Souveränität oder die territoriale Integrität der Ukraine richten, insbesondere durch die Organisation, Finanzierung und direkte Ausführung öffentlicher Aktionen (zum Beispiel im Internet oder in den Massenmedien).
Am 4. November 2020 bestätigte die Große Kammer des Obersten Gerichtshofs der Ukraine die zuvor vom Verwaltungskassationsgericht, einer Kammer des Obersten Gerichtshofs der Ukraine, getroffene Entscheidung in der Rechtssache zur Anfechtung des Erlasses zu Sanktionen in Bezug auf bestimmte russische soziale Medien und E-Mail-Dienste. Der Erlass verfolge das legitime Ziel einer „dringenden und wirksamen Reaktion auf die Bedrohungen der nationalen Sicherheit der Ukraine“ und sei „in einer Demokratie notwendig“ gewesen, da es angesichts der „faktischen Aggression gegen die Ukraine“ dringend notwendig gewesen sei, die Sanktionen ein- und fortzuführen.
Seit 2021 hat der NSDC zunehmend Sanktionen gegen eigene Bürger beschlossen, oft ohne Gerichtsbeschlüsse, basierend auf Informationen des Sicherheitsdienstes der Ukraine (SBU). Diese wurden durch entsprechende Dekrete des ukrainischen Präsidenten Wolodymyr Selenskyj in Kraft gesetzt.

## Praxis
Sanktionen wurden gegen Oppositionspolitiker, Medienvertreter, Unternehmer und Blogger verhängt. Zu den bekanntesten Fällen gehören der ehemalige ukrainische Präsident Petro Poroschenko, die Mitbegründer und ehemaligen Anteilseigner der PrivatBank Hennadij Boholjubow und Ihor Kolomojskyj, die Journalistin Switlana Kriukowa, der ehemalige Berater des Präsidialamts Oleksij Arestowytsch und der Geschäftsmann Kostjantyn Schewaho.
Neben Poroschenko verhängte der NSDC Sanktionen gegen weitere prominente Persönlichkeiten, darunter den ehemaligen Abgeordneten Wiktor Medwedtschuk. Die Sanktionen umfassten das Einfrieren von Vermögenswerten, Verbote des Kapitalabzugs und Einschränkungen bei der Teilnahme an Privatisierungen und der Anmietung staatlichen Eigentums.
Am 11. April 2025 verhängte Präsident Selenskyj NSDC-Sanktionen gegen den ukrainischen Blogger Oleksandr Schelest und den politischen Analysten Wadym Karasjow. Anschließend wurden am 17. April ihre YouTube-Kanäle innerhalb der Ukraine blockiert.
Nach Angaben des Obersten Gerichts der Ukraine wurden seit 2017 mehr als 460 Klagen gegen Sanktionen eingereicht, jedoch wurde nur einer einzigen Klage stattgegeben.

## Sanktionierte Personen (Beispiele)

### Petro Poroschenko
Die Maßnahmen gegen den fünften Präsidenten der Ukraine, Vorsitzenden der Oppositionspartei Europäische Solidarität und Amtsvorgänger von Präsident Selenskyj sehen unter anderem die Blockade aller wirtschaftlichen Aktiva Poroschenkos vor. Ihm wird der Transfer von Kapital ins Ausland und die Teilnahme an Privatisierungen verboten. Zudem werden Poroschenko alle staatlichen Auszeichnungen aberkannt.
Am 12. Februar 2025 kündigte Poroschenko an, dass er sanktioniert worden sei, und bezeichnete die Entscheidung als „politisch motiviert und verfassungswidrig“. Poroschenko beschuldigte Präsident Selenskyj, die Sanktionen orchestriert zu haben und machte ihn persönlich für alle negativen Konsequenzen verantwortlich. Er erklärte: „Es gibt viele Komplizen dieses Verbrechens: das gesamte Selenskyj-Team, das Kabinett, das unter Druck gesetzt wurde, an dieser absurden Show teilzunehmen, die Mitglieder seines NSDC, die stillschweigend ihre Hände hoben. Aber der Auftraggeber, Ausführer und Unterzeichner ist eine Person – Selenskyj selbst.“
Am 17. April 2025 wurde berichtet, dass Petro Poroschenko gemeinsam mit der Journalistin Kriukowa beim Obersten Gericht gegen die gegen sie verhängten Sanktionen Einspruch eingelegt habe. Bei der ersten Anhörung erklärte Poroschenko, dass die Sanktionen präventiv und verfassungswidrig verhängt worden seien. Er warf dem Wirtschaftsministerium vor, die dem Ministerkabinett vorgelegten Unterlagen gefälscht zu haben:
„Das Büro des Präsidenten und das Sekretariat des NSDC haben das Dekret gefälscht. Präsident Selenskyj hat nicht die Version unterzeichnet, die letztlich veröffentlicht wurde. Ich habe persönlich eine andere Version des Dokuments gesehen – mit demselben Datum, aber mit einer Zeitdifferenz von zwei Stunden –, die vollständig umgeschrieben und von Wirtschaftsministerin Julija Swyrydenko unterzeichnet wurde.“ – Petro Poroschenko
Am 9. Mai 2025 kündigte Poroschenko an, dass er einen Gesetzentwurf für die Werchowna Rada vorbereite, der eine persönliche Verantwortung für die Mitglieder des NSDC vorsieht, die für die Verhängung von Sanktionen gegen ukrainische Staatsbürger stimmen.

### Kostjantyn Schewaho
Der Unternehmer, Abgeordnete (1998–2019) und Ex-CEO von Ferrexpo Kostjantyn Schewaho bezeichnete die Sanktionen gegen ihn als „eine weitere Episode der Verfolgung durch Präsident Selenskyj“. In einer Videoansprache am 12. Februar betonte er, dass es keine Gerichtsentscheidung gebe, die ihn mit Bedrohungen der nationalen Sicherheit, territorialen Integrität oder Souveränität in Verbindung bringe. Schewaho argumentierte, dass das Fehlen rechtlicher Grundlagen für Strafverfahren die Sanktionen absurd mache.

### Svitlana Kryukova
Die Journalistin Switlana Kriukowa, ehemalige stellvertretende Chefredakteurin von „Strana.ua“, wurde ebenfalls sanktioniert. Sie äußerte ihre Enttäuschung in den sozialen Medien und kündigte an, die Sanktionen vor dem Obersten Gericht anzufechten, wobei sie ihr Vertrauen in die Ukraine als Rechtsstaat betonte. Einen Monat später wurde ihr Auto in Kiew Berichten zufolge in Brand gesetzt.
Am 14. März 2025 reichte die Journalistin Switlana Kriukowa beim Obersten Gericht der Ukraine Klage gegen das präsidentielle Dekret ein, das persönliche Sanktionen gegen sie verhängte. Sie erklärte, dass sie den Fall „laut und öffentlich“ machen wolle.

### Oleksij Arestowytsch
Am 1. Mai 2025 wurden Sanktionen gegen den ehemaligen Präsidialberater Oleksij Arestowytsch, den politischen Analysten Kostjantyn Bondarenko und den Blogger Myroslaw Oleschko verhängt. Arestowytsch bezeichnete die Sanktionen gegen sich und Poroschenko als „ein deutliches Echo der bevorstehenden Wahlen“. Aus Protest lehnte Oberstleutnant Roman Kowaljow den Orden des Bohdan Chmelnyzkyj, 3. Klasse, ab und erklärte, dass Arestowytsch „ein Patriot und Verteidiger des ukrainischen Volkes“ mit „eigener Vision der Zukunft der Ukraine“ sei. Nach Kowaljows Erklärung verzichtete ein weiterer Soldat, Taras Sadoroschnyj, auf seine beiden militärischen Auszeichnungen.
Am 9. Mai 2025 wurde Arestowytschs YouTube-Kanal auf Antrag des NSDC in der Ukraine blockiert.

## Kritik in der Ukraine
Nach dem russischen Überfall auf die Ukraine am 24. Februar 2022 verhängte der Präsident der Ukraine per Dekret Nr. 64/2022 zum ersten Mal das Kriegsrecht. Es wurde bereits über ein Dutzend Mal verlängert.
Gemäß der Verfassung der Ukraine können im Falle des Kriegs- oder Ausnahmezustandes einzelne Beschränkungen der Rechte und Freiheiten mit dem Hinweis auf die Geltungsdauer dieser Beschränkungen festgelegt werden (Art. 64) Nicht eingeschränkt werden darf unter anderem der gerichtliche Rechtsschutz (Art. 55). Der NSDC ist ein Koordinierungsorgan des Präsidenten zu Fragen der nationalen Sicherheit und Verteidigung. Er koordiniert und kontrolliert die Tätigkeit der Organe der vollziehenden Gewalt im Bereich der nationalen Sicherheit und Verteidigung. Der Präsident der Ukraine ist Vorsitzender des Rates, dessen Beschlüsse durch Erlasse des Präsidenten in Kraft gesetzt werden (Art. 107).
Die Sanktionspraxis wurde vielfach kritisiert, da sie im Widerspruch zur Verfassung stehe und als politisches Instrument der Regierung, insbesondere von Präsident Wolodymyr Selenskyj, genutzt werde. Die Verhängung von Sanktionen gegen ukrainische Bürger ohne Gerichtsentscheidung wird von vielen Rechtsexperten als verfassungswidrige Form staatlichen Zwangs angesehen.
Die Ukrainische Anwaltsvereinigung unterstützt zwar staatliche Maßnahmen zum Schutz der nationalen Sicherheit, fordert aber seit dem Jahr 2024 eine Reform des Sanktionsmechanismus und betonte die Notwendigkeit einer echten gerichtlichen Kontrolle sowie des Schutzes der Menschenrechte.
Ukrainische Menschenrechtsorganisationen wie das Menschenrechtszentrum ZMINA, die Ukrainische Helsinki-Union für Menschenrechte (UHHRU) und die Charkiwer Menschenrechtsgruppe erklärten wiederholt, dass die Verhängung von Sanktionen gegen ukrainische Staatsbürger gegen die Verfassung der Ukraine und das Völkerrecht verstoße. Sie argumentieren, dass der NSDC als politisches Gremium nicht befugt sei, quasi-gerichtliche, der Judikative vorbehaltenen Funktionen  auszuüben.
Das Menschenrechtszentrum ZMINA warnte, dass „die Anwendung von Sanktionen anstelle ordnungsgemäßer Ermittlungen und fairer Gerichtsverfahren zur Zerstörung der Demokratie in der Ukraine führen könnte“.
Am 14. Februar 2025 veröffentlichten die Charkiwer Gruppe für Menschenrechtsschutz, die Ukrainische Helsinki-Menschenrechtsunion (UHHRU), das Zentrum für bürgerliche Freiheiten und andere ukrainische Menschenrechtsorganisationen eine gemeinsame Erklärung, in der sie die Anwendung von Sanktionen gegen Oppositionspolitiker und Geschäftsleute verurteilten. Die Sanktionen gegen Petro Poroschenko, Kostjantyn Schewaho, Ihor Kolomojskyj und Hennadij Boholjubow wurden als „außergerichtliche politische Abrechnung“ und „Usurpation der Staatsgewalt“ bezeichnet. Die Erklärung wurde außer von der Charkiwer Menschenrechtsgruppe, der Ukrainischen Helsinki-Union für Menschenrechte und dem Zentrum für bürgerliche Freiheiten außerdem unterzeichnet von dem NGO-Zentrum für Forschung zu Strafverfolgungsaktivitäten, der Stiftung „Mensch und Recht“, der Menschenrechtsgruppe „SICH“, dem Verband der Angehörigen politischer Gefangener des Kremls, dem Ukrainischen Institut für Menschenrechte, der Ukrainischen Stiftung für Rechtshilfe, der NGO „Blauer Vogel“, der ukrainischen Sektion der Internationalen Gesellschaft für Menschenrechte, dem Menschenrechtsbildungszentrum Tschernihiw, dem Verband jüdischer Organisationen und Gemeinden der Ukraine, dem Kongress der nationalen Gemeinschaften der Ukraine, dem Pylyp-Orlyk-Institut für Demokratie, der NGO „Soziales Kapital“ sowie der städtischen NGO „Adaptives Männerzentrum“ aus Ternopil. Die NSDC-Sanktionen gegen ukrainische Staatsbürger wurden auch von internationalen Menschenrechtsorganisationen, darunter Amnesty International, kritisiert und die Anwendung von Sanktionen als Instrument politischer Verfolgung hervorgehoben.
Die Charkiwer Menschenrechtsgruppe erklärte, dass Sanktionen gegen ukrainische Staatsbürger nur dann akzeptabel seien, wenn sich die Betroffenen in feindlichen Rechtsräumen im Ausland oder in vorübergehend besetzten Gebieten verstecken und der Staat keine Mechanismen habe, sie zur Rechenschaft zu ziehen. Nach Ansicht der Menschenrechtler stellen die Handlungen von Präsident Selenskyj in diesem Zusammenhang politische Repressionen dar, nicht jedoch Sanktionen im Sinne des Völkerrechts.
Oleksandra Matwijtschuk, Leiterin des Zentrums für bürgerliche Freiheiten und Friedensnobelpreisträgerin, erklärte, dass „Reformen des Justizsystems, der Strafverfolgungsbehörden und der Sicherheitsdienste nicht durch manuelle Steuerung über den NSDC ersetzt werden dürfen“. Sie warnte vor der langfristigen Gefahr solcher Sanktionen und betonte: „Die Ukraine kann es sich nicht leisten, unrechtmäßige Methoden anzuwenden, wie sie von Russland genutzt werden“.